# 25. september
25. september je 268. dan leta (269. v prestopnih letih) v gregorijanskem koledarju. Ostaja še 97 dni.

## Dogodki
- 1396 – Turki zmagajo v bitki pri Nikopolju
- 1493 – Krištof Kolumb odrine na svojo drugo pot proti Ameriki
- 1513 – Vasco Núñez de Balboa odkrije Tihi ocean
- 1529 – začetek prvega osmanskega obleganja Dunaja
- 1555 – v Augsburgu podpisan verski mir
- 1918 – Brazilija napove vojno Avstro-Ogrski.
- 1939 – Andora in Nemčija končno podpišeta sporazum o končanju prve svetovne vojne
- 1940 – ZDA zmanjšajo dobave nafte Japonski
- 1941 – Wehrmacht prične ofenzivo na Krim
- 1943 – Rdeča armada osvobodi Smolensk
- 1943 – začetek nemške operacije Prelom oblakov - zasedbe Krasa in Vipavske doline
- 1944 – Tretji rajh mobilizira Volkssturm
- 2005 – v Sloveniji je potekal naknadni zakonodajni referendum o Zakonu o RTV
- 2022 – Kenijec Eliud Kipchoge je na berlinskem maratonu s časom 2:01:09 izboljšal lastni svetovni rekord

## Rojstva
- 1358 – Ašikaga Jošimicu, japonski šogun († 1408)
- 1620 – François Bernier, francoski zdravnik, popotnik in filozof († 1688)
- 1644 – Ole Christensen Rømer, danski astronom, matematik († 1710)
- 1683 – Jean-Philippe Rameau, francoski skladatelj († 1764)
- 1705 – Dick Turpin, angleški ropar (krščen) († 1739)
- 1717 – Martin Johann Schmidt, avstrijski slikar, grafik († 1801)
- 1725 – Nicolas-Joseph Cugnot, francoski vojaški inženir († 1804)
- 1773 – Agostino Bassi, italijanski bakteriolog († 1856)
- 1852 – Hans Vaihinger, nemški filozof († 1933)
- 1866 – Thomas Hunt Morgan, ameriški genetik, nobelovec 1933 († 1945)
- 1869 – Rudolf Otto, nemški protestantski teolog, filozof in religiolog († 1937)
- 1890 – Grigorij Mihajlovič Semjonov, ruski general in ataman bajkalskih kozakov († 1946)
- 1896 – Alessandro Pertini, italijanski državnik († 1990)
- 1897 – William Faulkner, ameriški pisatelj, nobelovec 1949 († 1962)
- 1906 – Dmitrij Dimitrijevič Šostakovič, ruski skladatelj († 1975)
- 1908 – Anton Peterlin, slovenski fizik († 1993)
- 1910 – Boris Ziherl, slovenski filozof, publicist († 1976)
- 1920 – Sergij Fedorovič Bondarčuk, ukrajinski filmski režiser († 1994)
- 1922 – Hammer DeRoburt, predsednik Nauruja († 1992)
- 1932 – Janez Pirnat, slovenski kipar († 2021)
- 1944 – Michael Kirk Douglas, ameriški filmski igralec
- 1952 – Christopher Reeve, ameriški filmski igralec († 2004)
- 1968 – Will Smith, ameriški filmski igralec, pevec
- 1985 – Franjo Oset, slovenski glasbenik
- 1992 – Tomaž Hostnik, slovenski pianist, skladatelj, šansonjer in literat
- 1999 – Lenart Žavbi, slovenski politik in politolog

## Smrti
- 1066 – Harald Hardrada, norveški kralj (* 1015)
- 1066 – Tostig Godwinson, anglo-saksonski grof Northumbrije (* 1026)
- 1086 – Viljem VIII., akvitanski vojvoda (* 1025)
- 1259 – Gerhard I. von Dhaun, nadškof Mainza
- 1333 – princ Morikuni, 9. japonski šogun (* 1301)
- 1559 – Mircea V. Pastir, vlaški knez (* ni znano)
- 1617 – Frančišek Suarez, španski jezuit, filozof, teolog (* 1548)
- 1777 – Johann Heinrich Lambert, nemški matematik, fizik, astronom (* 1728)
- 1844 – Franc Hladnik, slovenski botanik (* 1773)
- 1849 – Johann Strauss starejši, avstrijski violinist, dirigent, skladatelj (* 1804)
- 1900 – Jesse William Lazear, ameriški zdravnik (* 1866)
- 1924 – Pavel Turner, slovenski publicist (* 1842)
- 1933 – Paul Ehrenfest, avstrijski fizik, matematik (* 1880)
- 1954 – Eugenio d'Ors y Rovira, španski (katalonski) esejist, filozof, umetnostni kritik (* 1882)
- 1958 – John Broadus Watson, ameriški psiholog (* 1878)
- 1967 – Stanislaw Sosabowski, poljski general (* 1892)
- 1970 – Erich Maria Remarque, nemški pisatelj (* 1898)
- 1977 – Alfonz Gspan, slovenski književni zgodovinar, pesnik (* 1904)
- 1980 – John Bonham, ameriški bobnar (* 1948)
- 2003 – Franco Modigliani, italijansko-ameriški ekonomist, nobelovec 1985 (* 1918)
- 2010 – Karlo Umek, slovenski strelec in olimpijec (* 1917)